# Isla Las Ánimas, Guerrero
Isla Las Ánimas är en ö i Mexiko. Den ligger i bukten Bahía Papanoa och tillhör kommunen Tecpan de Galeana i delstaten Guerrero, i den södra delen av landet. Arean är 0,05 kvadratkilometer.